# Pstrogłów żółtogardły
Pstrogłów żółtogardły (Psilopogon haemacephalus) – gatunek małego ptaka z podrodziny pstrogłowów (Megalaiminae) w rodzinie tukanowatych (Ramphastidae). Występuje w południowej i południowo-wschodniej Azji. Nie jest zagrożony.

## Podgatunki i zasięg występowania
Wyróżniono dziewięć podgatunków P. haemacephalus:
- P. haemacephalus indicus (Latham, 1790) – północno-wschodni Pakistan, Indie i Sri Lanka do południowych Chin, Wietnamu i południowej Malezji
- P. haemacephalus delicus (Parrot, 1907) – Sumatra
- P. haemacephalus roseus (Dumont, 1816) – Jawa i Bali
- P. haemacephalus haemacephalus (Statius Müller, 1776) – podgatunek nominatywny, Luzon i Mindoro (północne Filipiny)
- P. haemacephalus celestinoi (Gilliard, 1949) – Samar, Leyte, Catanduanes i Biliran (środkowe Filipiny)
- P. haemacephalus mindanensis (Rand, 1948) – Mindanao (południowe Filipiny)
- P. haemacephalus intermedius (Shelley, 1891) – Guimaras, Negros, Panay (środkowe Filipiny)
- P. haemacephalus cebuensis (Dziadosz & Parkes, 1984) – Cebu (środkowe Filipiny)
- P. haemacephalus homochroa (Dziadosz & Parkes, 1984) – Tablas, Romblon, Masbate (środkowe Filipiny)

Proponowane podgatunki confusa i lutea, opisane z Półwyspu Indyjskiego, zostały zsynonimizowane z podgatunkiem indica.

## Morfologia
Długość ciała: 15–17 cm. Masa ciała: 30–55 g. Zależnie od podgatunku, głowa czerwona z czarnymi pasami lub żółta z czarnymi pasami i czerwonym czołem. U wszystkich grzbiet zielony, brzuch jasny, ciemno prążkowany.

## Ekologia
Pożywienie
Żeruje na owocach różnej wielkości, od fig po mango. W locie łapie duże owady.
Lęgi

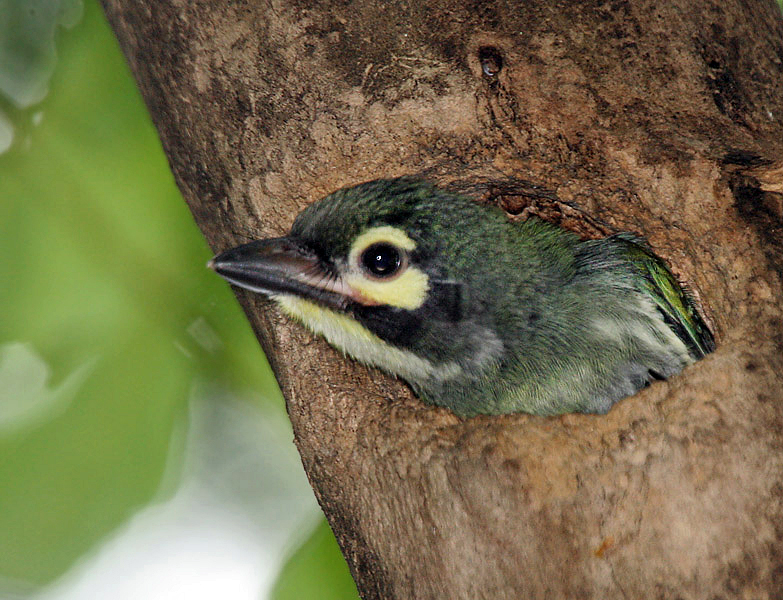
Młodociany osobnik podgatunku indica wyglądający z dziupli

Okres lęgowy długi, możliwe, że wyprowadza dwa lęgi. Składa 3 jaja, inkubacja trwa ok. 14 dni, wysiadują i samiec, i samica. Oboje rodzice opiekują się młodymi.

## Status
Międzynarodowa Unia Ochrony Przyrody (IUCN) uznaje pstrogłowa żółtogardłego za gatunek najmniejszej troski (LC – least concern) nieprzerwanie od 1988 roku. Liczebność populacji nie została oszacowana, ale ptak ten opisywany jest jako szeroko rozpowszechniony i pospolity. Trend liczebności populacji jest wzrostowy.